# محمد آقازاده خراسانی
محمد آقازاده خراسانی فرزند آخوند خراسانی(زادهٔ ۱۲۵۶ در نجف و درگذشتهٔ ۱۳۱۶ در شهر ری) از روحانیان شیعه در ایران بود. به سبب مقام علمی که کسب کرد، با عناوین آقازاده، آقازاده نجفی یا آقازاده خراسانی، مشهور شد.

## زندگی‌نامه
وی در ۳۰ سالگی و حضور در کلاس‌های استادهای آن دوران شهر نجف اشرف، به دستور پدر به مشهد رفت.
وی در چند سالی که در نجف زندگی می‌کرد، توانسته بود از استادهای دینی بزرگی همچون محمدکاظم آخوند خراسانی (پدر) استفاده کند. زمانی که به مشهد آمد، به تدریس دروس فقه و اصول پرداخت و شاگردان زیادی پرورش داد که از مهم‌ترین این شاگردان می‌توان به محمد کاظم مهدوی دامغانی و مجتبی قزوینی، برادرش شیخ هاشم قزوینی همچنین هادی کدکنی اشاره کرد.
وی در طول سال‌هایی که در مشهد زندگی می‌کرد، در کنار فعالیت‌های سیاسی، تدریس در حوزه و پرورش طلاب؛ ریاست حوزه علمیه خراسان را نیز بر عهده داشت.
در سال ۱۳۰۴ نمایندهٔ مردم سبزوار در مجلس مؤسسان بود.

## فعالیت‌های سیاسی
از جمله فعالیت‌های وی می‌توان به موارد زیر اشاره کرد:
- مخالفت با سلطنت رضاخان.
- حمایت از مخالفت علمای اصفهان با حکومت و سیاست‌های آن.
- انتقاد به دولت وقت دربارهٔ وام گرفتن از دولت‌های خارجی.
- مقابله با حزب دموکرات مشهد.
- حضور در واقعه مسجد گوهرشاد که باعث شد رضاشاه وی را به یزد تبعید کند.

## درگذشت
خراسانی در سال ۱۳۱۶ درگذشت و پیکرش در باغ طوطی (صحن شاه‌عبدالعظیم) به خاک سپرده شد.

## تشکیک در مرگ طبیعی
برخی افراد اعتقاد دارند که آقازاده توسط نیروهای رضاشاه به قتل رسیده و کشته شده است. یکی از این افراد روح‌الله خمینی است که عقیده دارد آقازاده را کشته‌اند: « «علمای مشهد را همه را اسیر کردند، آوردند تهران… آقازاده بزرگ که از علمای درجه یک بزرگ بود با پاسبان توی خیابان می بردندش محاکمه. آخرش هم کشتند.»